# Onkel Toms Hütte (stacja metra)
Onkel Toms Hütte – stacja metra w Berlinie, w dzielnicy Zehlendorf, w okręgu administracyjnym Steglitz-Zehlendorf na linii U3. Stacja została otwarta w 1929.